# Draba parviflora
Draba parviflora là một loài thực vật có hoa trong họ Cải. Loài này được (Regel) O.E.Schulz mô tả khoa học đầu tiên năm 1927.